# 林肇開
林肇開（1586年6月10日—?），字國先，别號景實，又號翠宅，福建泉州府晉江縣軍籍。明末政治人物。

## 生平
萬曆四十三年（1615年）乙卯科福建鄉試四十名舉人，萬曆四十四年（1616年）聯捷丙辰科二甲四十三名進士，工部觀政，四十六年授户部山東司主事，四十八年丁憂歸。天啓三年補原职，管崇文门税课，四年主考廣西鄉試，歷升员外郎、郎中，五年出任黄州府知府，卒于官。

## 家族
曾祖林准，教諭。祖父林以漸，庠生。父林雲和，訓術。從父林雲程，乙丑進士，汝寧知府。從兄林欲厦，丙戌进士，見任廣西巡撫。林欲㭿，丁酉舉人，見任程郷知縣。林欲楫，丁未進士，見任编修。
娶賴氏，継娶葉氏。子璠英、璵英、珪英。